# 磁気走性
磁気走性（じきそうせい、Magnetotaxis）とは、磁場を感知して磁場に対して何らかの走性を示す生物の性質のこと。または、それと同等の動きをすることを意味する言葉である。

## 概要
磁気走性が初めて見出されたのは、自力で動くことができる水生微生物においてである。これを発見したのはR. P. Blakemoreで1975年のこと。しかし今日では、彼が磁気走性を見出した生物はたとえ死んでいたとしても、ちょうど方位磁針の針のように地磁気に反応することが知られている。つまり微生物に地磁気の力が直接及んでいるためであって、微生物の感覚によって地磁気を感知しているわけではなかったのである。したがってこのような微生物は、より単純にMagnetotactic bacteriaとするのが妥当。
これらの微生物はマグネトソームを体内に持っていることが知られている。これは黒い鎖のような物体、薄膜状の結晶などとして見られる。具体的な物質としては、磁鉄鉱(Fe3O4)がしばしば見られる。ただしFe3S4のような硫化鉄を使っている例もある。いずれにしてもこれらの物質は磁気を帯びているので地球の磁極を指し示す。この性質によってこのような物質を持つ海の微生物は、海底の方へと向かって海底の堆積物に辿りつけるのである。
ところで地球の磁気赤道においては、これらの物質は完全に水平方向しか指し示さないので、このような物質を利用する微生物は海底方向へは向かえない。にもかかわらず磁気赤道ですら、このような物質を利用する微生物が発見される。これには微生物がブラウン運動に対抗して位置を保つことに役立つからとか、化学走性の効率を上げられるからとかいった説明がなされている。